# اومامی
اومامی (به انگلیسی: Umami) یا خوش‌طعمی، یا طعم مطبوع، در برخی دسته‌بندی‌ها و فرهنگ‌ها، در کنار مزه‌های اصلی شیرین، ترش، شور و تلخ، به‌عنوان یک مزه اصلی دیگر، تعریف شده و در نظر گرفته می‌شود. مزه اومامی، نزدیک به طعم گوشت پخته و عصاره یا سوپ گوشت یا گوشتابه توصیف می‌شود. اومامی واژه‌ای ژاپنی است (うま味) که می‌توان آن را به «طعم خوش» ترجمه کرد. مردم طعم اومامی را از طریق گیرنده‌های چشایی حساس به طعم گلوتامات و نوکلئوتیدها روی زبان می‌چشند. این دو ماده در عصارهٔ گوشت پخته‌شده و فراورده‌های تخمیری، به وفور یافت می‌شوند. طعم گلوتامات، با استفاده از افزودنی غذایی مونوسدیم گلوتامات (MSG) و طعم نوکلئوتیدها، با استفاده از اینوسینیک اسید (IMP) و گوانوزین مونوفسفات (GMP) به برخی مواد غذایی افزوده می‌شود.
اومامی به دلیل دارا بودن گیرنده‌های چشایی مختص به خود بر روی زبان انسان، به اعتقاد دانشمندان، طعم متفاوت و مجزایی از چهار مزهٔ اصلی دیگر (و نه ترکیبی از آن‌ها) در نظر گرفته می‌شود. غذاهای حاوی طعم اومامی، عبارت‌اند از: گوشت‌ها، حلزون‌های صدف‌دار، ماهی‌های کنسرو شده مثل کنسرو ساردین، سس ماهی، گوجه‌فرنگی، قارچ‌های خوراکی، گوشتابه، عصاره مخمر و سس سویا.
در سال ۲۰۰۰ وجود گیرنده‌های اومامی روی زبان و سپس در  سال ۲۰۰۶ در معده، کشف شد.

## کشف
گلوتامات، پیشینه‌ای بسیار طولانی در تاریخ آشپزی دارد. سُس تخمیری ماهی، که حاوی میزان زیادی از گلوتامات است در روم باستان، بسیار مورد استفاده بوده است. در اواخر سده ۱۸ میلادی، سرآشپز سرشناس فرانسوی، آگوسته اسکوفیه، در رستوران‌های خود در پاریس و لندن، وعده‌های غذایی متفاوتی با ترکیب اومامی با طعم‌های شور، شیرین، تلخ و ترش، ابداع کرد اما او از تعریف علمی و ترکیب شیمیایی ابداع خود، اطلاع نداشت.
اساس علمی و ترکیب شیمیایی اومامی، نخستین بار، در سال ۱۹۰۸ توسط یک شیمی‌دان ژاپنی به نام کیکونائه آکدا، استاد دانشگاه توکیو، کشف و توضیح داده شد. او دریافت که عامل ایجاد طعم ویژهٔ جلبک دریایی کونبو، میزان گلوتامات بالا در این جلبک است. او سپس دریافت که طعم داشی، متفاوت از طعم‌های اصلی شور، ترش، تلخ و شیرین است و این طعم جدید را اومامی نامید.
در ۱۹۰۹ اومامی در شکل پودری به نام آجی‌نوموتو تولید، عرضه و فراگیر شد. از ۱۹۳۰ کارخانه‌های غذاسازی در آمریکا، آغاز به استفاده از MSG کردند و در سال ۱۹۶۵ میزان تولید آن به ۵۸ میلیون پوند در سال رسید.
در سال ۲۰۰۰، محققان دانشگاه میامی وجود گیرنده‌های اومامی را روی زبان کشف کردند و در سال ۲۰۰۶، آزمایشگاه‌های تحقیقاتی آجینوموتو گیرنده‌های مشابهی را در معده یافتند.